# Cratere Marconi
Marconi è un cratere lunare intitolato all'inventore italiano Guglielmo Marconi. Si trova a nordovest del grande cratere Gagarin, e a sudest del cratere Chaplygin. Ad ovest-nordovest di Marconi si trova il cratere Dellinger, leggermente più grande.
Il cratere non presenta significativa erosione da impatti successivi. Il bordo esterno è punteggiato da pochi crateri minori ed alcuni terrazzamenti sono ancora visibili lungo le pareti interne. C'è una coppia di piccoli crateri lungo la parete interna a sud e ad est. Nelle vicinanze del punto centrale del fondale abbastanza pianeggiante si trova un'altura formata da diverse collinette. Il fondo è punteggiato di parecchi crateri minori.

## Crateri correlati
Alcuni crateri minori situati in prossimità di Marconi sono convenzionalmente identificati, sulle mappe lunari, attraverso una lettera associata al nome.
| Marconi | Latitudine | Longitudine | Diametro |
| ------- | ---------- | ----------- | -------- |
| C       | 8.4° S     | 146.8° E    | 9 km     |
| H       | 11.0° S    | 147.5° E    | 41 km    |
| L       | 11.7° S    | 145.3° E    | 38 km    |
| S       | 10.0° S    | 143.1° E    | 14 km    |